# Cymbidium banaense
Cymbidium banaense är en orkidéart som beskrevs av François Gagnepain. Cymbidium banaense ingår i släktet Cymbidium, och familjen orkidéer.
Artens utbredningsområde är Vietnam. Inga underarter finns listade i Catalogue of Life.